# Міст Сікарда
Міст Сікарда — один із мостів, через Карантинну балку в Одесі, по вулиці Єврейській. Один із найстаріших мостів Одеси. Наприкінці 19-го століття частина Карантинної балки була засипана, відповідно ряд мостів втратили своє значення. Міст Сікарда перетворився на напів-міст — збереглася лише його частина.
Свою назву міст дістав від імені уродженця Марселя — Шарля Сікарда. Своє життя із Одесою Шарль пов'язав після відвідин міста на запрошення Армана де Рішельє. У 1807 році він дістав російське громадянство і потрапив на державну службу, певний час навіть займав посаду російського консула в Ліворно. Крім того він розпочав комерційну діяльність в Одесі, зокрема йому належав «Hotel du Nord» на вулиці Італійській, у якому у 1820-х роках мешкав Олександр Пушкін. На ділянці вулиці Єврейської, прилеглій до мосту, знаходилася низка будинків, які належали саме Сікардові.

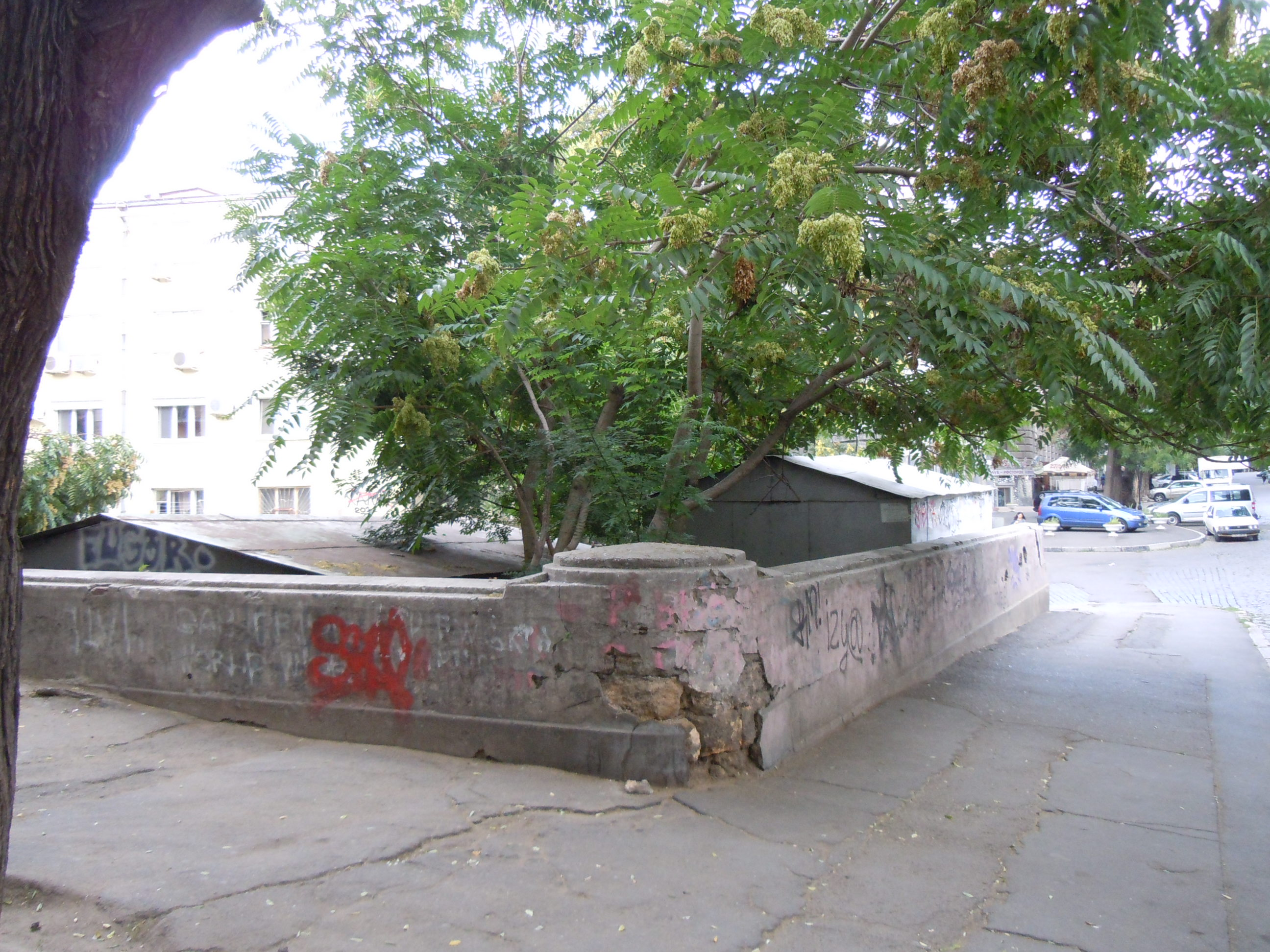
Сучасний вигляд мосту

Після масштабної реконструкції Карантинної балки наприкінці 19-го століття частину балки до вулиці Єврейської засипано. Таким чином балка розпочинається саме в районі мосту Сікарда на вулиці Єврейській. На наш час зберігся лише один парапет мосту, із боку Карантинної балки, на перетині вулиці Єврейської і Деволанівського узвозу. Під мостом розташовані гаражі, які дещо підняті над балкою.